# خانه توماس توماسیان
خانه توماس توماسیان مربوط به دوره پهلوی دوم است و در تهران، ضلع شمالی خیابان سمیه واقع شده و این اثر در تاریخ ۱۰ بهمن ۱۳۸۳ با شمارهٔ ثبت ۱۱۳۷۷ به‌عنوان یکی از آثار ملی ایران به ثبت رسیده‌است.
این اثر توسط ادمان آیوازیان طراحی و در سال ۱۳۵۵ توسط مالک بنا، توماس توماسیان، وقف کلیسای گریگوری ارامنه شده است. توماسیان در وقف‌نامه خواسته که بنا به نام همسرش «خانه فرهنگی ژینا توماسیان» نامیده شود.